# Climax Studios
Climax Studios es una empresa independiente fundada en el año 1988, con el objetivo de desarrollar videojuegos utilizando la más avanzada tecnología.
Su trabajo más reconocido recientemente fue Silent Hill: Shattered Memories, para varias consolas del momento. Esta compañía también realiza videojuegos para dispositivos inalámbricos y televisión interactiva. En septiembre de 2006, una parte de la compañía, llamada Climax Racing, fue adquirida por Buena Vista Games.

## Juegos
| Título                                      | Plataformas                                  | Año  | Notas |
| ------------------------------------------- | -------------------------------------------- | ---- | --- |
| Warcraft II: The Dark Saga                  | PlayStation, Sega Saturn                     | 1997 | Estrategia en tiempo real                                                                                     |
| FIFA: Rumbo al Mundial 98                   | Sega Saturn                                  | 1997 | Futbol |
| Diablo                                      | PlayStation                                  | 1998 | RPG |
| San Francisco Rush: Extreme Racing          | PlayStation                                  | 1998 | Carreras |
| Sim Theme Park                              | PlayStation                                  | 1999 | Publicado por EA Games                                                                                        |
| Battlezone: Rise of the Black Dogs          | Nintendo 64                                  | 2000 | Estrategia en Tiempo real de Ciencia ficción                                                                  |
| ATV: Quad Power Racing                      | PlayStation                                  | 2000 | Carreras |
| Power Rangers Lightspeed Rescue             | PlayStation                                  | 2000 | Acción |
| Lego Alpha Team                             | Game Boy Color                               | 2000 | Acción |
| Warriors of Might and Magic                 | Game Boy Color                               | 2000 | Acción |
| Lego Racers                                 | Game Boy Color                               | 2000 | Carreras |
| SpongeBob SquarePants: SuperSponge          | PlayStation, Game Boy Advance                | 2001 | Plataformas en 2D                                                                                             |
| Power Rangers Time Force                    | PlayStation                                  | 2001 | Acción |
| Robot Wars: Arenas of Destruction           | PC                                           | 2002 | |
| MotoGP                                      | Xbox                                         | 2002 | Carreras |
| Rally Fusion: Race of Champions             | PlayStation 2, Xbox                          | 2002 | Carreras |
| ATV Quad Power Racing 2                     | Nintendo GameCube, Xbox                      | 2003 | Carreras |
| MotoGP 2                                    | PC, Xbox                                     | 2003 | Carreras |
| Speed Kings                                 | Nintendo GameCube, PlayStation 2, Xbox       | 2003 | Carreras |
| The Italian Job                             | Nintendo GameCube, PlayStation 2, Xbox       | 2003 | Missiones basadas en conducción                                                                               |
| Hot Wheels: World Race                      | Nintendo GameCube, PlayStation 2             | 2003 | Carreras |
| Serious Sam: Next Encounter                 | Nintendo GameCube, PlayStation 2             | 2004 | Primer videojuego de disparos en primera persona desarrollado por Climax Group                                |
| Serious Sam Advance                         | Game Boy Advance                             | 2004 | Esta versión fue lanzada el mismo día que su contraparte para GameCube                                        |
| Sudeki                                      | Xbox, PC                                     | 2004 | La versión para PC fue realmente lanzada hasta 2005                                                           |
| Disney's Lilo & Stitch 2: Hamsterveil Havoc | Game Boy Advance                             | 2004 | Plataformas en 2D                                                                                             |
| ATV Offroad Fury 3                          | PlayStation 2                                | 2004 | Carreras |
| Tron 2.0                                    | Xbox                                         | 2004 | Disparos en primera persona de Ciencia ficción                                                                |
| Hot Wheels Stunt Track Challenge            | Game Boy Advance, PlayStation 2, PC, Xbox    | 2004 | Carreras futuristicas                                                                                         |
| Crash 'N' Burn                              | PlayStation 2, Xbox                          | 2004 | Carreras |
| Volvo: Drive for Life                       | Xbox                                         | 2005 | Simulación |
| ATV Offroad Fury: Blazin' Trails            | PSP                                          | 2005 | Primer videojuego desarrollado por Climax Group para PlayStation Portable                                     |
| Delta Force: Black Hawk Down                | Xbox                                         | 2005 | Shooter |
| Lizzie McGuire 3: Homecoming Havoc          | Game Boy Advance                             | 2005 | Plataformas en 2D                                                                                             |
| MotoGP 3: Ultimate Racing Technology        | PC, Xbox                                     | 2005 | Carreras |
| The Wild                                    | Game Boy Advance                             | 2006 | Plataformas en 2D                                                                                             |
| MotoGP '06                                  | Xbox 360                                     | 2006 | Primer videojuego desarrollado por Climax Group para una consola de Séptima generación                        |
| Crusty Demons                               | Xbox, PlayStation 2                          | 2006 | |
| W.I.T.C.H.                                  | Game Boy Advance                             | 2006 | Plataformas en 2D                                                                                             |
| ATV Offroad Fury 4                          | PlayStation 2                                | 2006 | Carreras |
| ATV Offroad Fury Pro                        | PSP                                          | 2006 | Carreras |
| Ghost Rider                                 | PlayStation 2, PSP                           | 2007 | Acción |
| Disney's Meet the Robinsons                 | Game Boy Advance                             | 2007 | Plataformas en 2D                                                                                             |
| Viva Piñata                                 | PC                                           | 2007 | |
| Silent Hill: Origins                        | PSP, PlayStation 2                           | 2007 | Acción y aventura de Horror. Primer videojuego de la saga Silent Hill que no fue desarrollado por Team Silent |
| Ferrari Challenge Trofeo Pirelli            | Nintendo DS                                  | 2008 | Carreras. Primer videojuego desarrollado para Nintendo DS por Climax group                                    |
| Overlord: Dark Legend                       | Wii                                          | 2009 | Finalista de IGN Best Wii Game of E3 2009 Awards                                                              |
| Overlord: Minions                           | Nintendo DS                                  | 2009 | |
| Silent Hill: Shattered Memories             | Wii, PSP, PlayStation 2                      | 2009 | Ganador del IGN's Best Wii Game of E3 2009 Awards                                                             |
| Rocket Knight                               | PlayStation Network, Xbox Live Arcade, Steam | 2010 | Plataformas/Disparos                                                                                          |
| Gormiti: The Lords Of Nature!               | Wii, Nintendo DS                             | 2010 | Platformer |
| EyePet & Friends                            | PlayStation 3                                | 2011 | Simulación de mascotas                                                                                        |
| Bloodforge                                  | Xbox Live Arcade                             | 2012 | Acción/Hack 'n' slash                                                                                         |
| Smart As                                    | PlayStation Vita                             | 2012 | Puzzle/Lógica                                                                                                 |

## Títulos cancelados
La compañía también ha desarrollado una serie de videojuegos que nunca vieron la luz del día, o cancelado a la mitad del desarrollo. Hay cinco juegos que se sabe han sido cancelados después de que fueran anunciadas. Estos juegos son: Warhammer Online (2004) para la PC, Stunt driver para el PS2, SX Superstar del PS2, Rally Fusión: Race of Champions del GameCube y Ghost Rider para el Xbox. Muchos de estos títulos fueron los cuentos de nunca acabar.